# کارلو رائینالدی

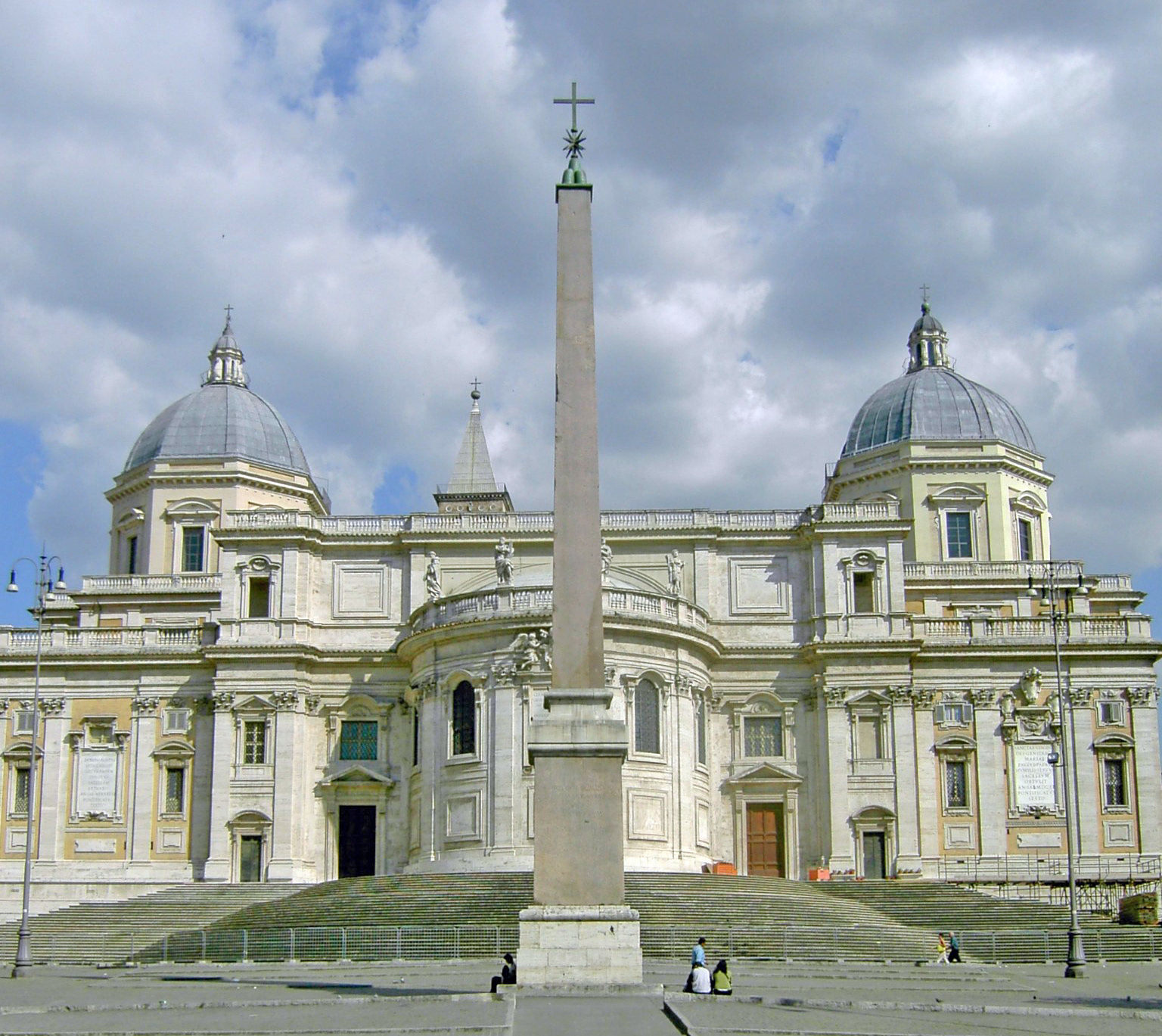
نمای محراب‌های گنبددار سانتا ماریا ماجوره، یکی از آخرین کارهای رائینالدی

کارلو رائینالدی (ایتالیایی: Carlo Rainaldi؛ ‏ ۴ مهٔ ۱۶۱۱ – ۸ فوریهٔ ۱۶۹۱) معمار باروک اهل ایتالیا و فرزند معمار تکلف‌گرای ایتالیایی جیرولامو رائینالدی بود. نمای بیرونی کلیسای سانت‌آندرئا دلا واله را او طراحی نموده‌است.